# Campeonato Checo de Voleibol Masculino
O Campeonato Checo de Voleibol Masculino (em tcheco/checo:  Česká volejbalová extraliga mužů) é a principal liga de voleibol masculino da República Checa, organizado pela Associação de Voleibol da Tchéquia (em tcheco/checo:  Český volejbalový svaz, ČVS). O torneio é disputado desde 1992, tendo como campeão inaugural o Aero Odolena Voda.

## Histórico
O Campeonato Checo de Voleibol Masculino foi fundado em 1992, logo após a dissolução da Tchecoslováquia. Na temporada de estreia, a equipe do Aero Odolena Voda conquistou o primeiro título nacional, e o vice-campeonato foi concedido ao PVK Olymp Praha. Na segunda edição do campeonato, a equipe do Aero Odolena Voda voltou a subir no lugar mais alto do pódio e conquistou o bicampeonato; a equipe do SKV Ustí nad Labem terminou a competição em segundo lugar.
De 1998 a 2010, a empresa de seguros Kooperativa, parceira geral da Associação Checa de Voleibol, e ao mesmo tempo, da seleção checa, foi a principal patrocinadora do torneio, alterando o nome comercial da competição para Kooperativa Extraliga. Ao término do vínculo, a empresa de seguros austríaca UNIQA se tornou a principal patrocinadora do torneio, alterando novamente o nome comercial da competição para UNIQA Extraliga.
Em 16 de março de 2020, devido à pandemia de COVID-19, o Conselho de Administração da ČVS decidiu encerrar todas as competições administradas pelo ČVS STK, sem atribuição de títulos as equipes na temporada 2019–20.

## Resultados
| CAMPEONATO CHECO DE VOLEIBOL MASCULINO | CAMPEONATO CHECO DE VOLEIBOL MASCULINO          | CAMPEONATO CHECO DE VOLEIBOL MASCULINO          | CAMPEONATO CHECO DE VOLEIBOL MASCULINO          |
| Temporada                              | Campeão                                         | Vice-campeão                                    | Terceiro lugar                                  |
| -------------------------------------- | ----------------------------------------------- | ----------------------------------------------- | ----------------------------------------------- |
| 1992–93 Detalhes                       | Aero Odolena Voda                               | PVK Olymp Praha                                 | Volejbal Brno                                   |
| 1993–94 Detalhes                       | Aero Odolena Voda                               | SKV Ustí nad Labem                              | Dukla Liberec                                   |
| 1994–95 Detalhes                       | SKV Ustí nad Labem                              | Aero Odolena Voda                               | VK Volejbal ŽS Brno                             |
| 1995–96 Detalhes                       | Aero Odolena Voda                               | SKV Ustí nad Labem                              | Dukla Liberec                                   |
| 1996–97 Detalhes                       | SKV Ustí nad Labem                              | VK České Budějovice                             | Aero Odolena Voda                               |
| 1997–98 Detalhes                       | SKV Ustí nad Labem                              | Dukla Liberec                                   | VK České Budějovice                             |
| 1998–99 Detalhes                       | VSC Fatra Zlín                                  | VK České Budějovice                             | Dukla Liberec                                   |
| 1999–00 Detalhes                       | VK České Budějovice                             | Dukla Liberec                                   | VSC Fatra Zlín                                  |
| 2000–01 Detalhes                       | Dukla Liberec                                   | VK České Budějovice                             | Aero Odolena Voda                               |
| 2001–02 Detalhes                       | VK České Budějovice                             | Aero Odolena Voda                               | VK Příbram                                      |
| 2002–03 Detalhes                       | Dukla Liberec                                   | Aero Odolena Voda                               | VK České Budějovice                             |
| 2003–04 Detalhes                       | Aero Odolena Voda                               | Dukla Liberec                                   | VK Opava                                        |
| 2004–05 Detalhes                       | VK Kladno                                       | Dukla Liberec                                   | VK České Budějovice                             |
| 2005–06 Detalhes                       | VK Ostrava                                      | VK Kladno                                       | Dukla Liberec                                   |
| 2006–07 Detalhes                       | VK České Budějovice                             | Dukla Liberec                                   | VK Opava                                        |
| 2007–08 Detalhes                       | VK České Budějovice                             | VK Ostrava                                      | VK Kladno                                       |
| 2008–09 Detalhes                       | VK České Budějovice                             | VK Kladno                                       | VK Ostrava                                      |
| 2009–10 Detalhes                       | VK Kladno                                       | Dukla Liberec                                   | VK České Budějovice                             |
| 2010–11 Detalhes                       | VK České Budějovice                             | VK Ostrava                                      | VSC Fatra Zlín                                  |
| 2011–12 Detalhes                       | VK České Budějovice                             | Dukla Liberec                                   | VK Příbram                                      |
| 2012–13 Detalhes                       | VK Ostrava                                      | VK České Budějovice                             | Dukla Liberec                                   |
| 2013–14 Detalhes                       | VK České Budějovice                             | Dukla Liberec                                   | VSC Fatra Zlín                                  |
| 2014–15 Detalhes                       | Dukla Liberec                                   | VK České Budějovice                             | VK ČEZ Karlovarsko                              |
| 2015–16 Detalhes                       | Dukla Liberec                                   | Volejbal Brno                                   | VK České Budějovice                             |
| 2016–17 Detalhes                       | VK České Budějovice                             | VK Kladno                                       | Dukla Liberec                                   |
| 2017–18 Detalhes                       | VK ČEZ Karlovarsko                              | VK Kladno                                       | Dukla Liberec                                   |
| 2018–19 Detalhes                       | VK České Budějovice                             | Dukla Liberec                                   | VK Ostrava                                      |
| 2019–20 Detalhes                       | Edição cancelada devido à pandemia de COVID-19. | Edição cancelada devido à pandemia de COVID-19. | Edição cancelada devido à pandemia de COVID-19. |
| 2020–21 Detalhes                       | VK ČEZ Karlovarsko                              | VK České Budějovice                             | Dukla Liberec                                   |
| 2021–22 Detalhes                       | VK ČEZ Karlovarsko                              | VK Lvi Praha                                    | VK České Budějovice                             |
| 2022–23 Detalhes                       | VK Lvi Praha                                    | VK České Budějovice                             | VK ČEZ Karlovarsko                              |
| 2023–24 Detalhes                       | VK České Budějovice                             | VK Lvi Praha                                    | VK Kladno                                       |